# Meniscium screberi
Meniscium screberi là một loài dương xỉ trong họ Thelypteridaceae. Loài này được Rich. mô tả khoa học đầu tiên năm 1792.
Danh pháp khoa học của loài này chưa được làm sáng tỏ. 